# باغ‌وحش لایپزیگ

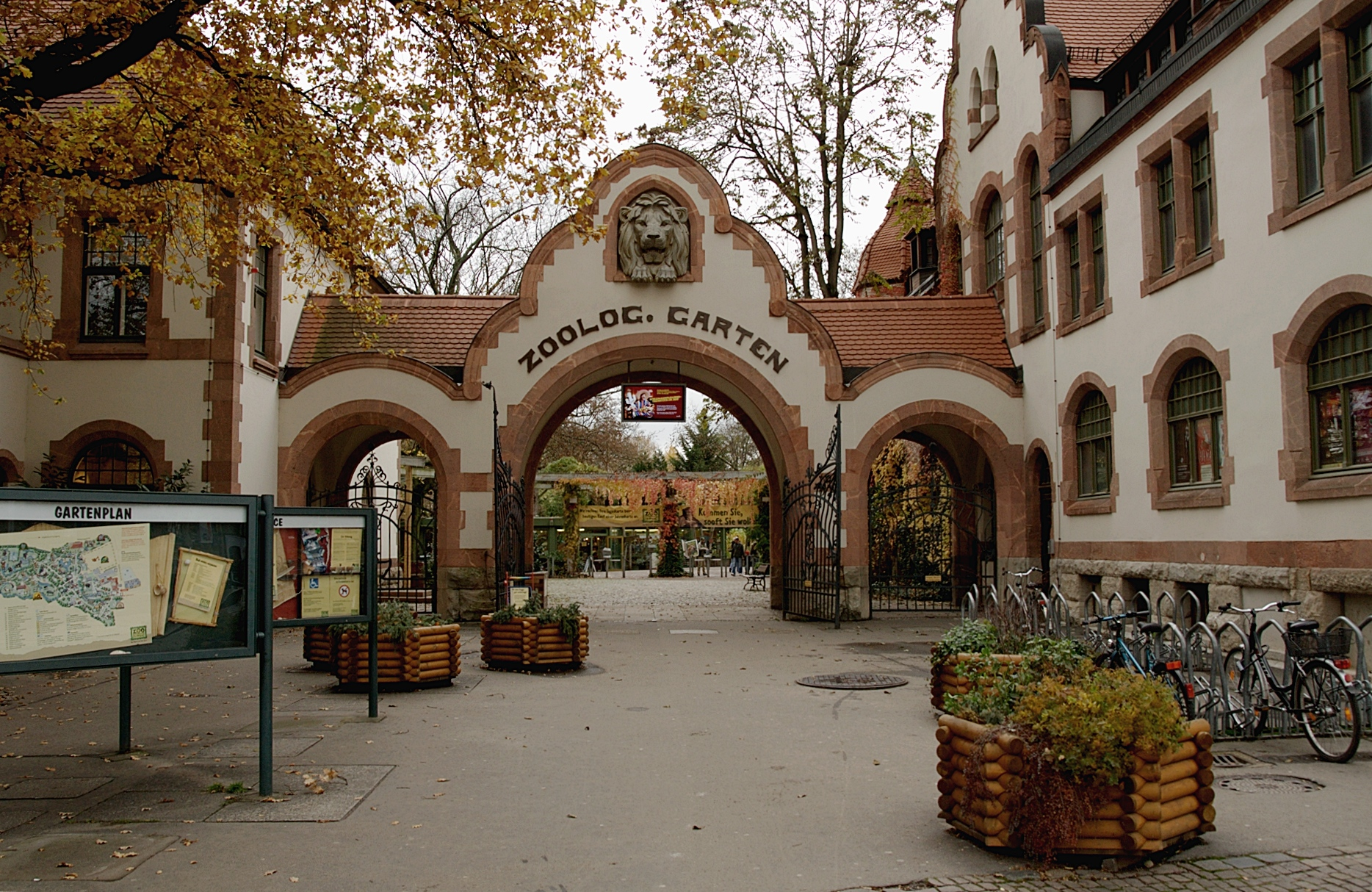
ورودی اصلی باغ‌وحش لایپزیگ.

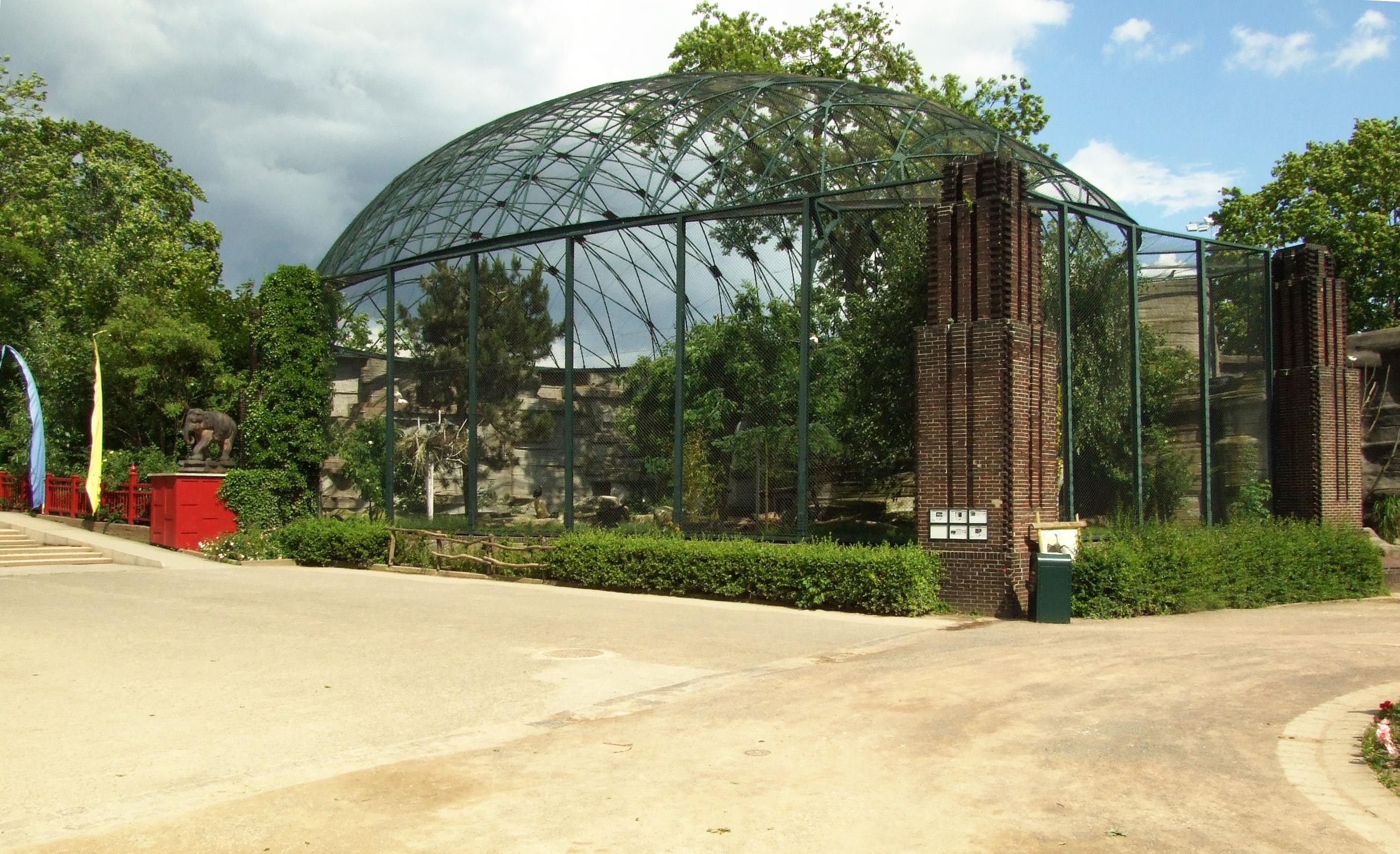
نمایی از بخش پرندگان باغ‌وحش لایپزیگ.

باغ‌وحش لایپزیگ با نام رسمی باغ جانورشناسی لایپزیگ (به آلمانی: Zoologischer Garten Leipzig) باغ‌وحشی در شهر لایپزیگ، آلمان است.

## پیشینه
در سال ۱۹۱۳ میلادی، ۶ شیر موفق به فرار از باغ‌وحش لایپزیگ شدند. فرار ۶ شیر از این باغ‌وحش به شکل‌گیری یک گروه شکار ویژه انجامید و در پایان این رویارویی، هر ۶ شیر کشته‌شدند. باغ وحش لایپزیگ همه روزه از ساعت 9:00 صبح تا 6:00 بعد از ظهر باز است.

## نگارخانه

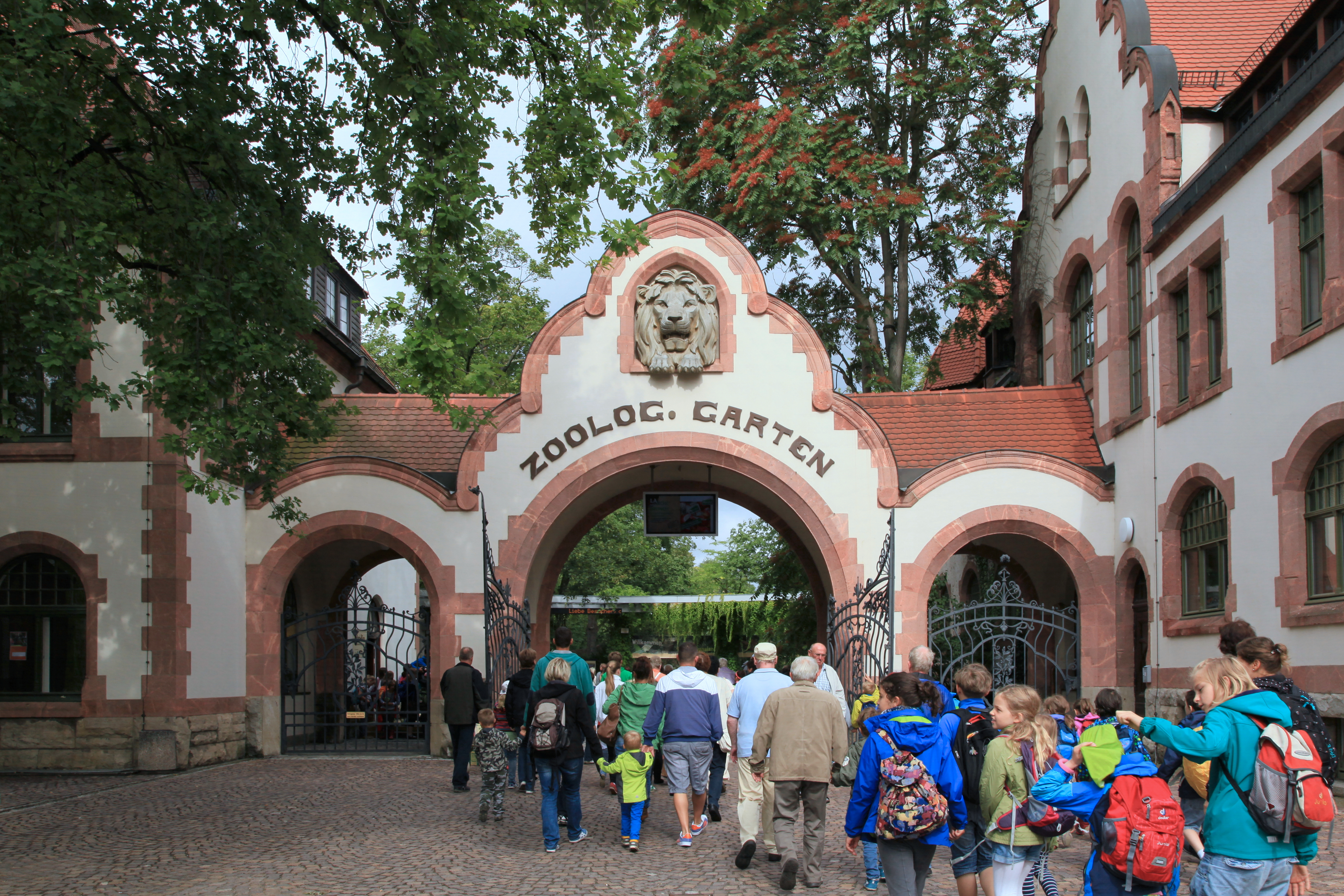
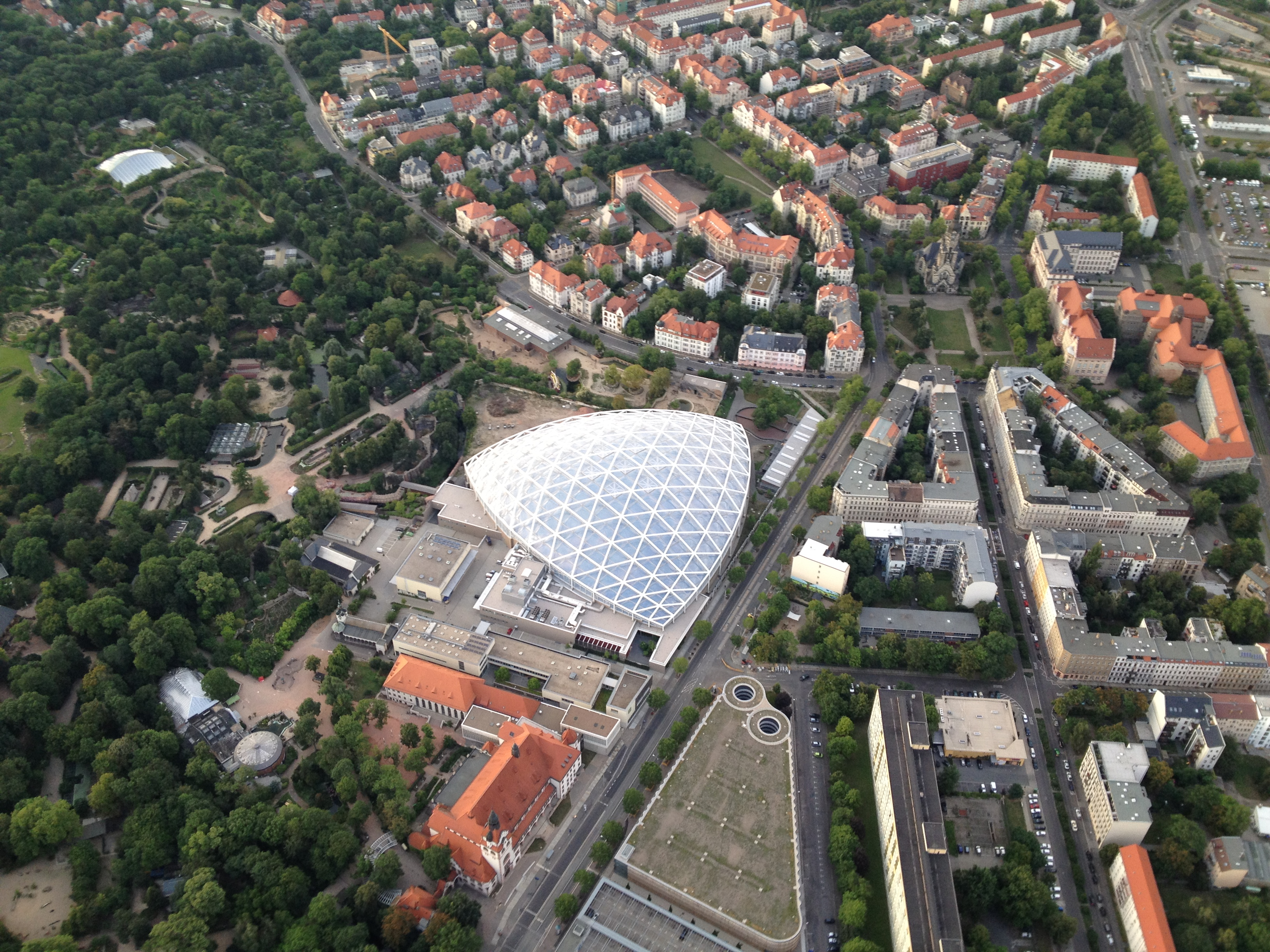
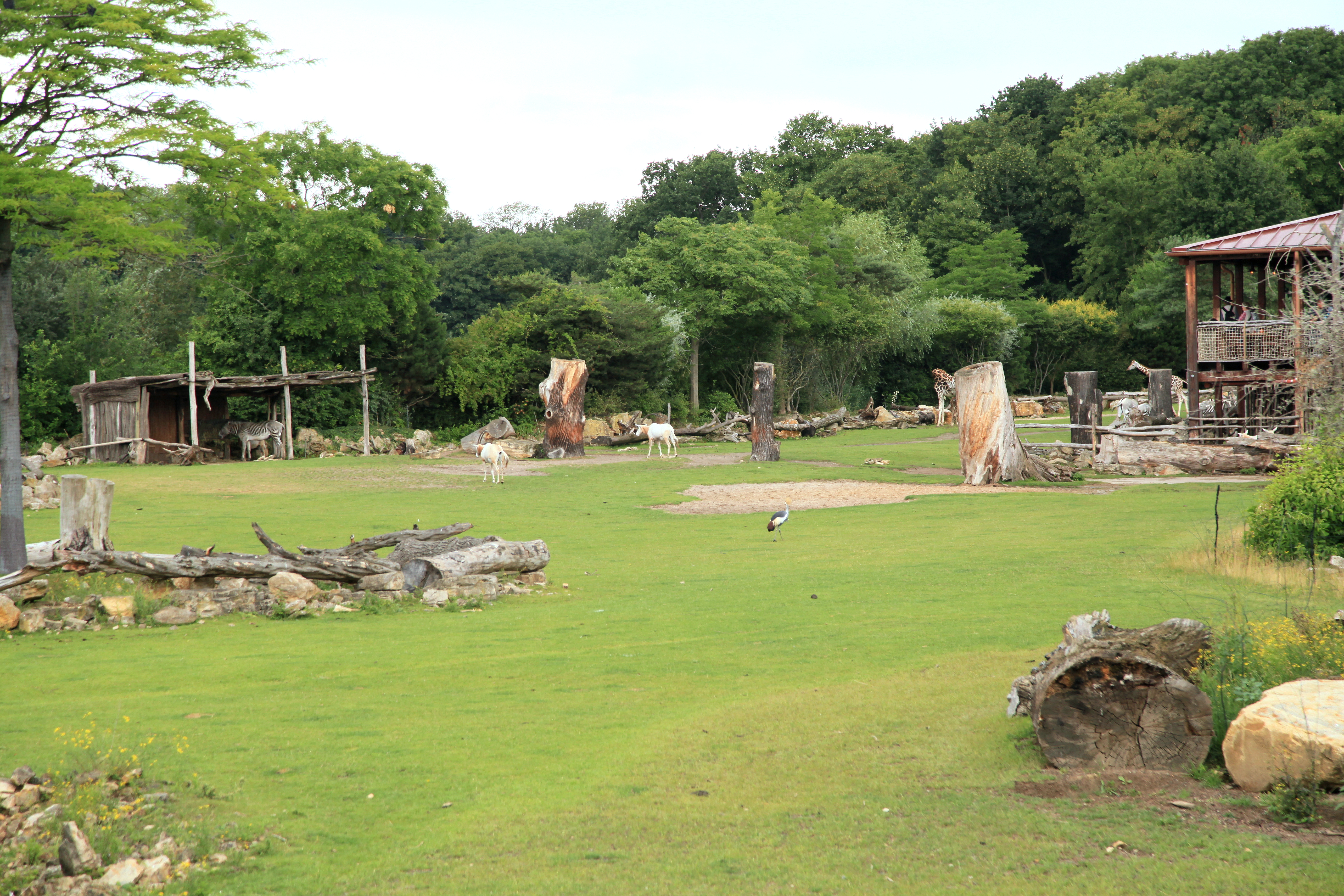
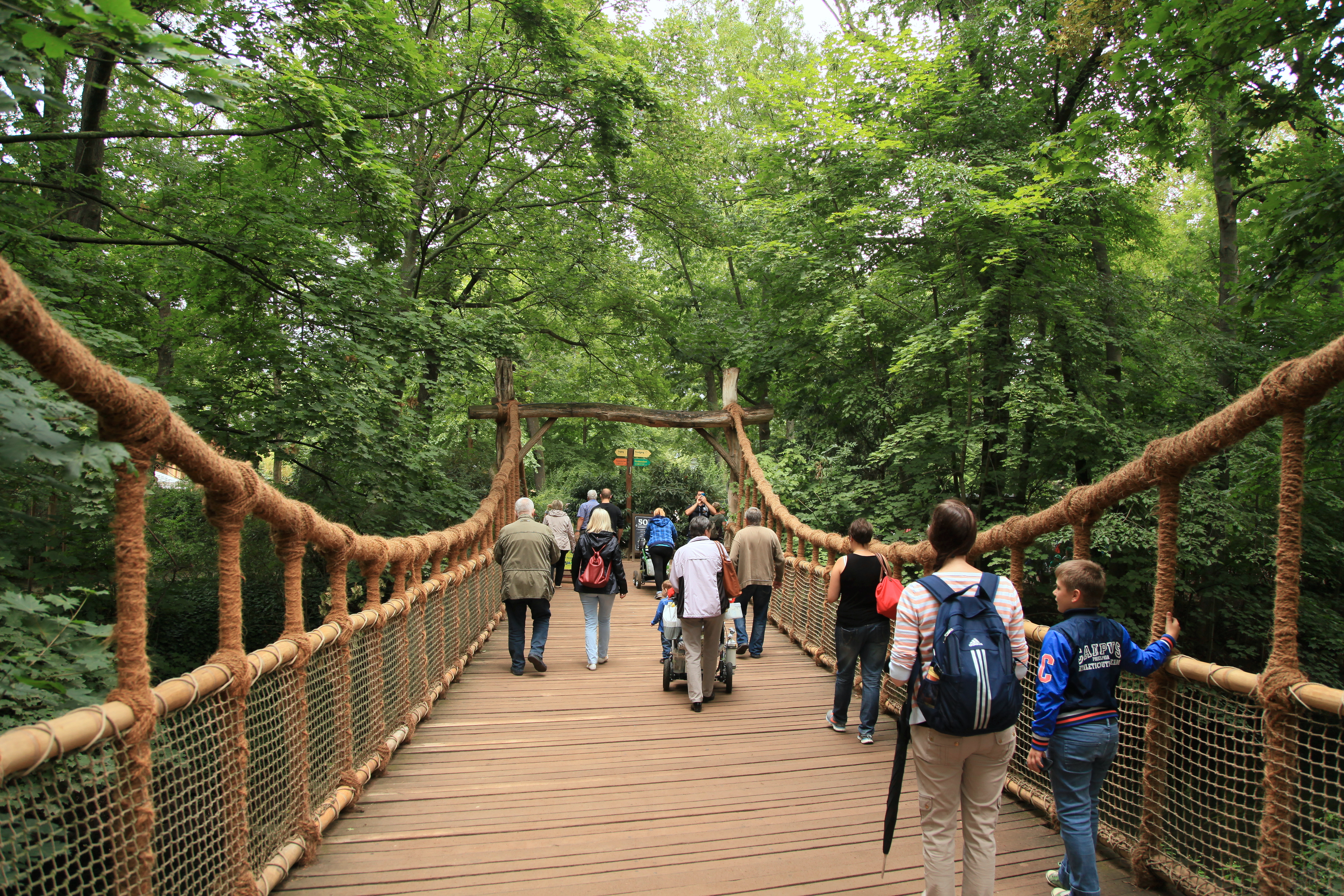
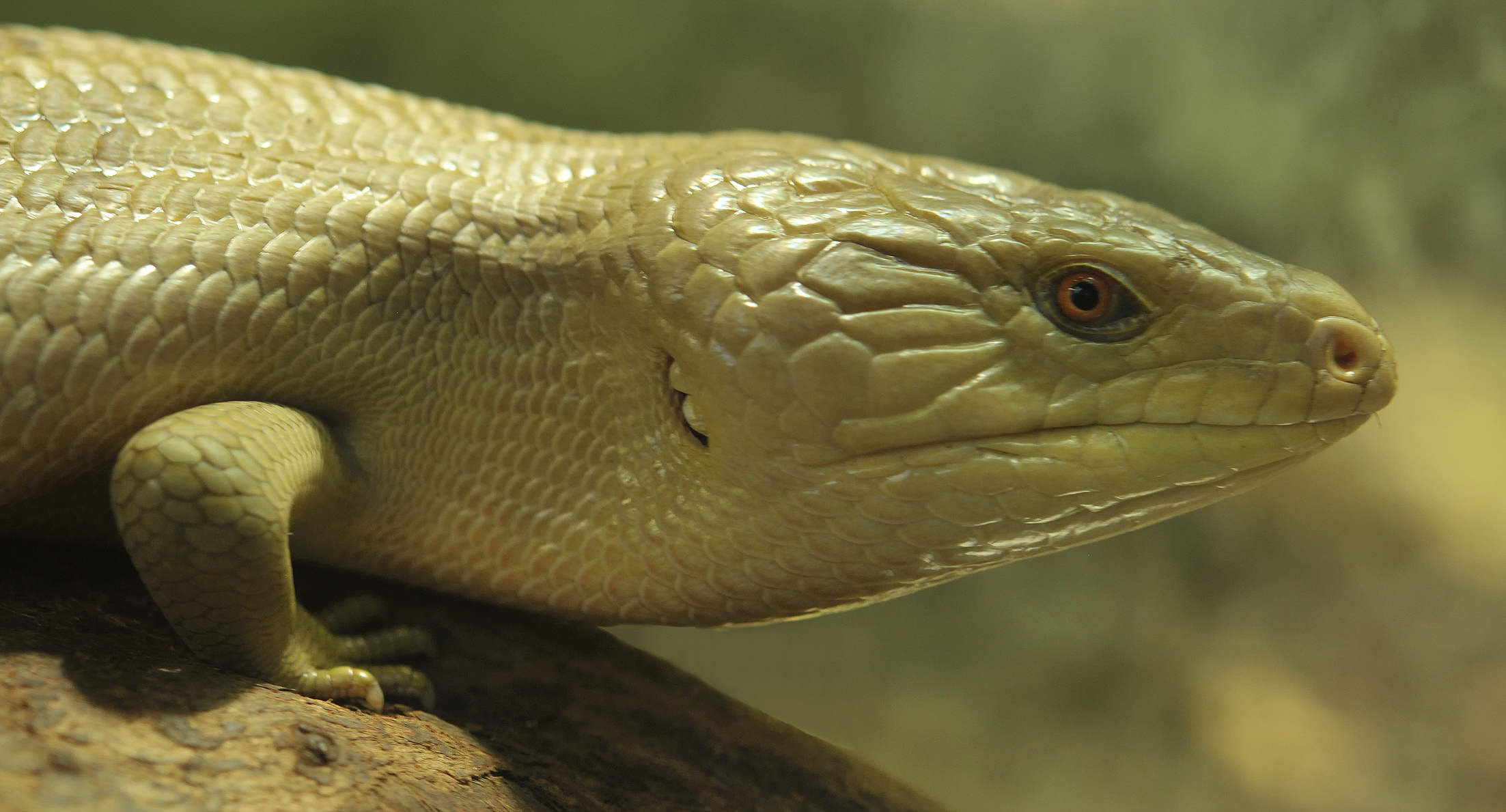